# 景德镇北站
景德镇北站位于江西省景德镇市珠山区竟成镇洋湖村，是衢九铁路的一座火车站。车站于2014年7月开工，2017年12月28日与九景衢铁路同时投入运营。昌景黄铁路工程在本站新建北站房和一座2台4线的站场，2023年12月27日随昌景黄铁路开通而投入使用。将来景德镇北站还有皖赣铁路复线和阜鹰汕铁路接入。

## 车站结构

### 站房
景德镇北站南站房于2017年投入使用，面积11996.9平方米，地下1层，地上2层，局部3层，建筑高度18米。车站站房以“手捧花瓶，异彩瓷都”为设计意向，将瓷器作为设计元素融入到车站设计中。景德镇北站站房采用“高进低出”的人流组织模式。其中售票处位于站房东侧，设有8个人工窗口和4台自动售取票机，并设有专用进站口通往候车室。候车室分为上下两层，面积分别为3030平方米和3198平方米。每层候车室均设有检票口，其中一层检票口可通往1站台，二层检票口可通往其它站台。候车室内共有1512个座位，可满足5661名旅客的候车需求。北站房于2023年投入使用，总建筑面积1.66万平方米，建筑高度28.35米。
- 南站房售票处
- 南站房进站口
- 南站房候车室
- 南站房候车室二楼

### 站场
景德镇北站站场规模5台13线，衢九铁路正线位于中间，昌景黄正线外包。
| 北↑  | 北站房 |                                                          |  |
| 16道 | 9      | 到发线                                                   |  |
|      | 岛式   |                                                          |  |
| 14道 | 8      | 到发线                                                   |  |
| 12道 | 7      | 到发线                                                   |  |
|      | 岛式   |                                                          |  |
| 10道 | 6      | 到发线                                                   |  |
| Ⅷ道  | 无     | （乐平北站）杭昌客专 上行正线 往杭州南站方向（浮梁东站） |  |
| 6道  | 5      | 到发线                                                   |  |
|      | 岛式   |                                                          |  |
| 4道  | 4      | 到发线                                                   |  |
| Ⅱ道  | 无     | （鄱阳北站） 衢九线 上行正线 往衢州站方向（赋春站）      |  |
| Ⅰ道  | 无     | （鄱阳北站） 衢九线 下行正线 往九江站方向（赋春站）      |  |
| 3道  | 3      | 到发线                                                   |  |
|      | 岛式   |                                                          |  |
| 5道  | 2      | 到发线                                                   |  |
| Ⅶ道  | 无     | （乐平北站）杭昌客专 下行正线 往南昌东站方向（浮梁东站） |  |
| 9道  | 1      | 到发线                                                   |  |
|      | 侧式   |                                                          |  |
| 南↓  | 南站房 |                                                          |  |

## 接驳交通
景德镇站的交通枢纽位于站前广场地下。设有长途客运站、出租车站、休闲服务区、社会车辆停车场、出租车站、公交车站等设施。